# Mike Tyson
Michael Gerard »Mike« Tyson, znan tudi kot Malik Abdul Aziz, ameriški boksar, * 30. junij 1966, Brooklyn, New York, ZDA.
Tyson je nekdanji ameriški profesionalni boksar in nesporni svetovni prvak v težki kategoriji med letoma 1987 in 1990. Z dvajsetimi leti, štirimi meseci in dvaindvajsetimi dnevi je najmlajši prvak v težki kategoriji po verzijah WBC, WBA in IBF. Zmagal je na svojih prvih sedemnajstih profesionalnih borbah, od tega dvanajstih s prekinitvijo v prvi rundi. Naslov svetovnega prvaka po verziji WBC je osvojil leta 1986, ko je premagal Trevorja Berbicka s takojšnjo prekinitvijo v drugi rundi. Leta 1987 je dodal še naslova po verzijah WBA in IBF, s tem ko je premagal Jamesa Smitha in Tonyja Tuckerja. Je prvi boksar, ki je osvojil naslove prvaka po vseh treh verzijah in edini, ki jih je držal istočasno. 
Leta 1988 je postal predvideni svetovni prvak, ko je premagal Michaela Spinksa s prekinitvijo po 91-ih sekundah. Tyson je ubranil naslov svetovnega prvaka v težki kategoriji devetkrat, tudi proti Larryju Holmesu in Franku Brunu. Leta 1990 je izgubil naslov proti nefavoriziranamu Busterju Douglasu s prekinitvijo v deseti rundi. V poskusu povrnitve naslova je leta 1991 dvakrat premagal Donovana Ruddocka, dvoboj proti nespornem svetovnem prvaku Evanderju Holyfieldu pa je moral zaradi poškodbe odpovedati.
Leta 1992 je bil obsojen posilstva Desiree Washington in kaznovan s šestletno zaporno kaznijo, toda izpuščen je bil po treh letih in ponovno začel tekmovati. V seriji borb po vrnitvi je prišel do naslovov prvaka po verzijah WBC in WBA, ko je premagal Franka Bruna in Bruca Seldona s prekinitvijo. Po odvzemu naslova po verziji WBC, je naslov po verziji WBA izgubil novembra 1996, ko ga je Evander Holyfield premagal s takojšnjo prekinitvijo v enajsti rundi. Povratna borba leta 1997 se je končala s Tysonovo diskvalifikacijo, ko je bil odgriznil del Holyfieldovega ušesa. Leta 2002 se je pri petintridesetih letih ponovno pomeril za naslov prvaka, toda Lennox Lewis ga je premagal s prekinitvijo. Leta 2006 je končal svojo športno kariero, ko je izgubil dve zaporedni borbi proti Dannyju Williamsu in Kevinu McBridu. Tyson je leta 2003 razglasil stečaj, čeprav je za nekaj dvobojev dobil preko 30 milijonov $, skupno v karieri pa 300 milijonov $.
Skozi karieru je postal znan po svojem neizprosnem in zastrašujočem slogu boksanja, kot tudi po spornem obnašanju v in izven ringa. Vseeno Tyson velja za enega najboljših boksarjev v težki kategoriji vseh časov. Revija The Ring ga je postavila na šestnajsto mesto lestvice stotih borcev z najmočnejšimi udarci, mreža ESPN pa na prvo mesto podobne lestvice. Sprejet je bil v Mednarodni boksarski hram slavnih in Svetovni boksarski hram slavnih.

## Profesionalni dvoboji
| 50 zmag (44 s prekinitvijo, 5 z odločitvijo, 1 z diskvalifikacijo), 6 porazov, 2 brez boja |          |                    |                          |               |            |                                                     | |
| Rez.                                                                                       | Niz      | Nasprotnik         | Tip                      | Runda (čas)   | Datum      | Lokacija                                            | Opombe |
| Poraz                                                                                      | 50–6-(2) | Kevin McBride      | S takojšnjo prekinitvijo | 6 (10), 3:00  | 2005-06-11 | MCI Center, Washington, D.C.                        | |
| Poraz                                                                                      | 50–5-(2) | Danny Williams     | S prekinitvijo           | 4 (10), 2:51  | 2004-07-30 | Freedom Hall State Fairground, Louisville, Kentucky | |
| Zmaga                                                                                      | 50–4-(2) | Clifford Etienne   | S prekinitvijo           | 1 (10), 0:49  | 2003-02-22 | The Pyramid, Memphis, Tennessee                     | |
| Poraz                                                                                      | 49–4-(2) | Lennox Lewis       | S prekinitvijo           | 8 (12), 2:25  | 2002-06-08 | The Pyramid, Memphis, Tennessee                     | Za naslov prvaka v težki kategoriji po WBC, IBO, ITF in The Ring.                                                   |
| Zmaga                                                                                      | 49–3-(2) | Brian Nielsen      | Predaja                  | 7 (10), 3:00  | 2001-10-13 | Parken Stadium, Copenhagen                          | |
| BB                                                                                         | 48–3-(2) | Andrew Golota      | Brez boja                | 3 (10)        | 2000-10-20 | The Palace, Auburn Hills, Michigan                  | Spremenjeno v brez boja, ko je bil Tyson pozitiven na kanabis.                                                      |
| Zmaga                                                                                      | 48–3-(1) | Lou Savarese       | S takojšnjo prekinitvijo | 1 (10), 0:38  | 2000-06-24 | Hampden Park, Glasgow                               | |
| Zmaga                                                                                      | 47–3-(1) | Julius Francis     | S takojšnjo prekinitvijo | 2 (10), 1:03  | 2000-01-29 | M.E.N. Arena, Manchester                            | |
| BB                                                                                         | 46–3-(1) | Orlin Norris       | Brez boja                | 1 (10), 3:00  | 1999-10-23 | MGM Grand Garden Arena, Las Vegas, Nevada           | Tyson je udaril Norrisa po koncu runde. Norris je padel in si pri tem poškodoval koleno, zato ni mogel nadaljevati. |
| Zmaga                                                                                      | 46–3     | Francois Botha     | S prekinitvijo           | 5 (10), 2:59  | 1999-01-16 | MGM Grand Garden Arena, Las Vegas, Nevada           | |
| Poraz                                                                                      | 45–3     | Evander Holyfield  | Diskvalifikacija         | 3 (12)        | 1997-06-28 | MGM Grand Garden Arena, Las Vegas, Nevada           | Za naslov prvaka v težki kategoriji po WBA. Dvoboj leta 1997 po reviji The Ring.                                    |
| Poraz                                                                                      | 45–2     | Evander Holyfield  | S takojšnjo prekinitvijo | 11 (12), 0:37 | 1996-11-09 | MGM Grand Garden Arena, Las Vegas, Nevada           | Izgubil naslov prvaka v težki kategoriji po WBA. Dvoboj leta 1996 po reviji The Ring.                               |
| Zmaga                                                                                      | 45–1     | Bruce Seldon       | S takojšnjo prekinitvijo | 1 (12), 1:49  | 1996-09-07 | MGM Grand Garden Arena, Las Vegas, Nevada           | Osvojil naslov prvaka v težki kategoriji po WBA.                                                                    |
| Zmaga                                                                                      | 44–1     | Frank Bruno        | S takojšnjo prekinitvijo | 3 (12), 0:50  | 1996-03-16 | MGM Grand Garden Arena, Las Vegas, Nevada           | Osvojil naslov prvaka v težki kategoriji po WBC.                                                                    |
| Zmaga                                                                                      | 43–1     | Buster Mathis, Jr. | S prekinitvijo           | 3 (12), 2:32  | 1995-12-16 | Core States Spectrum, Philadelphia, Pennsylvania    | |
| Zmaga                                                                                      | 42–1     | Peter McNeeley     | Diskvalifikacija         | 1 (10), 1:29  | 1995-08-19 | MGM Grand Garden Arena, Las Vegas, Nevada           | |
| Zmaga                                                                                      | 41–1     | Donovan Ruddock    | S soglasno odločitvijo   | 12            | 1991-06-28 | Mirage Hotel & Casino, Las Vegas, Nevada            | |
| Zmaga                                                                                      | 40–1     | Donovan Ruddock    | S takojšnjo prekinitvijo | 7 (12), 2:22  | 1991-03-18 | Mirage Hotel & Casino, Las Vegas, Nevada            | |
| Zmaga                                                                                      | 39–1     | Alex Stewart       | S takojšnjo prekinitvijo | 1 (10), 2:27  | 1990-12-08 | Convention Center, Atlantic City, New Jersey        | |
| Zmaga                                                                                      | 38–1     | Henry Tillman      | S prekinitvijo           | 1 (10), 2:47  | 1990-06-16 | Caesars Palace, Las Vegas, Nevada                   | |
| Poraz                                                                                      | 37–1     | Buster Douglas     | S prekinitvijo           | 11 (12), 1:22 | 1990-02-11 | Tokyo Dome, Tokio                                   | Izgubil naslov prvaka v težki kategoriji po WBC, WBA, IBF in The Ring. Dvoboj leta 1990 po reviji The Ring.         |
| Zmaga                                                                                      | 37–0     | Carl Williams      | S takojšnjo prekinitvijo | 1 (12), 1:33  | 1989-07-21 | Convention Center, Atlantic City, New Jersey        | Ubranil naslov prvaka v težki kategoriji po WBC, WBA, IBF in The Ring.                                              |
| Zmaga                                                                                      | 36–0     | Frank Bruno        | S takojšnjo prekinitvijo | 5 (12), 2:55  | 1989-02-25 | Hilton Hotel, Las Vegas, Nevada                     | Ubranil naslov prvaka v težki kategoriji po WBC, WBA, IBF in The Ring.                                              |
| Zmaga                                                                                      | 35–0     | Michael Spinks     | S prekinitvijo           | 1 (12), 1:31  | 1988-06-27 | Convention Hall, Atlantic City, New Jersey          | Ubranil naslov prvaka v težki kategoriji po WBC, WBA, IBF in The Ring.                                              |
| Zmaga                                                                                      | 34–0     | Tony Tubbs         | S takojšnjo prekinitvijo | 2 (12), 2:54  | 1988-03-21 | Tokyo Dome, Tokio                                   | Ubranil naslov prvaka v težki kategoriji po WBC, WBA in IBF                                                         |
| Zmaga                                                                                      | 33–0     | Larry Holmes       | S takojšnjo prekinitvijo | 4 (12), 2:55  | 1988-01-22 | Convention Hall, Atlantic City, New Jersey          | Ubranil naslov prvaka v težki kategoriji po WBC, WBA in IBF                                                         |
| Zmaga                                                                                      | 32–0     | Tyrell Biggs       | S takojšnjo prekinitvijo | 7 (12), 2:59  | 1987-10-16 | Convention Hall, Atlantic City, New Jersey          | Ubranil naslov prvaka v težki kategoriji po WBC, WBA in IBF                                                         |
| Zmaga                                                                                      | 31–0     | Tony Tucker        | S soglasno odločitvijo   | 12            | 1987-08-01 | Hilton Hotel, Las Vegas, Nevada                     | Ubranil naslov prvaka v težki kategoriji po WBC in WBA ter osvojil po IBF                                           |
| Zmaga                                                                                      | 30–0     | Pinklon Thomas     | S takojšnjo prekinitvijo | 6 (12), 2:00  | 1987-05-30 | Hilton Hotel, Las Vegas, Nevada                     | Ubranil naslov prvaka v težki kategoriji po WBC in WBA.                                                             |
| Zmaga                                                                                      | 29–0     | James Smith        | S soglasno odločitvijo   | 12            | 1987-03-07 | Hilton Hotel, Las Vegas, Nevada                     | Ubranil naslov prvaka v težki kategoriji po WBC in osvojil po WBA.                                                  |
| Zmaga                                                                                      | 28–0     | Trevor Berbick     | S takojšnjo prekinitvijo | 2 (12), 2:35  | 1986-11-22 | Hilton Hotel, Las Vegas, Nevada                     | Osvojil naslov prvaka v težki kategoriji po WBC.                                                                    |
| Zmaga                                                                                      | 27–0     | Alfonso Ratliff    | S takojšnjo prekinitvijo | 2 (10), 1:41  | 1986-09-06 | Hilton Hotel, Las Vegas, Nevada                     | |
| Zmaga                                                                                      | 26–0     | José Ribalta       | S takojšnjo prekinitvijo | 10 (10), 1:37 | 1986-08-17 | Trump Plaza Hotel, Atlantic City, New Jersey        | |
| Zmaga                                                                                      | 25–0     | Marvis Frazier     | S prekinitvijo           | 1 (10), 0:30  | 1986-07-26 | Civic Center, Glens Falls, New York                 | |
| Zmaga                                                                                      | 24–0     | Lorenzo Boyd       | S prekinitvijo           | 2 (10), 1:43  | 1986-07-11 | Stevensville Hotel, Swan Lake, New York             | |
| Zmaga                                                                                      | 23–0     | William Hosea      | S prekinitvijo           | 1 (10), 2:03  | 1986-06-28 | Houston Field House, Troy, New York                 | |
| Zmaga                                                                                      | 22–0     | Reggie Gross       | S takojšnjo prekinitvijo | 1 (10), 2:36  | 1986-06-13 | Madison Square Garden, New York, New York           | |
| Zmaga                                                                                      | 21–0     | Mitch Green        | S soglasno odločitvijo   | 10            | 1986-05-20 | Madison Square Garden, New York, New York           | |
| Zmaga                                                                                      | 20–0     | James Tillis       | S soglasno odločitvijo   | 10            | 1986-05-09 | Civic Center, Glens Falls, New York                 | |
| Zmaga                                                                                      | 19–0     | Steve Zouski       | S prekinitvijo           | 3 (10), 2:39  | 1986-03-10 | Nassau Coliseum, Uniondale, New York                | |
| Zmaga                                                                                      | 18–0     | Jesse Ferguson     | S takojšnjo prekinitvijo | 6 (10), 1:19  | 1986-02-16 | Houston Field House, Troy, New York                 | |
| Zmaga                                                                                      | 17–0     | Mike Jameson       | S takojšnjo prekinitvijo | 5 (8), 0:46   | 1986-01-24 | Trump Plaza Hotel, Atlantic City, New Jersey        | |
| Zmaga                                                                                      | 16–0     | David Jaco         | S takojšnjo prekinitvijo | 1 (10), 2:16  | 1986-01-11 | Plaza Convention Center, Albany, New York           | |
| Zmaga                                                                                      | 15–0     | Mark Young         | S takojšnjo prekinitvijo | 1 (10), 0:50  | 1985-12-27 | Latham Coliseum, Latham, New York                   | |
| Zmaga                                                                                      | 14–0     | Sammy Scaff        | S takojšnjo prekinitvijo | 1 (10), 1:19  | 1985-12-06 | Felt Forum, New York, New York                      | |
| Zmaga                                                                                      | 13–0     | Conroy Nelson      | S takojšnjo prekinitvijo | 2 (8), 0:30   | 1985-11-22 | Latham Coliseum, Latham, New York                   | |
| Zmaga                                                                                      | 12–0     | Eddie Richardson   | S prekinitvijo           | 1 (8), 1:17   | 1985-11-13 | Ramada-Houston Hotel, Houston, Texas                | |
| Zmaga                                                                                      | 11–0     | Sterling Benjamin  | S takojšnjo prekinitvijo | 1 (8), 0:54   | 1985-11-01 | Latham Coliseum, Latham, New York                   | |
| Zmaga                                                                                      | 10–0     | Robert Colay       | S prekinitvijo           | 1 (8), 0:37   | 1985-10-25 | Atlantis Hotel & Casino, Atlantic City, New Jersey  | |
| Zmaga                                                                                      | 9–0      | Donnie Long        | S takojšnjo prekinitvijo | 1 (6), 1:28   | 1985-10-09 | Trump Casino Hotel, Atlantic City, New Jersey       | |
| Zmaga                                                                                      | 8–0      | Michael Johnson    | S prekinitvijo           | 1 (6), 0:39   | 1985-09-05 | Atlantis Hotel & Casino, Atlantic City, New Jersey  | |
| Zmaga                                                                                      | 7–0      | Lorenzo Canady     | S prekinitvijo           | 1 (6), 1:05   | 1985-08-15 | Resorts International, Atlantic City, New Jersey    | |
| Zmaga                                                                                      | 6–0      | Larry Sims         | S prekinitvijo           | 3 (6), 2:04   | 1985-07-19 | Mid-Hudson Civic Center, Poughkeepsie, New York     | |
| Zmaga                                                                                      | 5–0      | John Alderson      | S takojšnjo prekinitvijo | 2 (6), 3:00   | 1985-07-11 | Trump Casino Hotel, Atlantic City, New Jersey       | |
| Zmaga                                                                                      | 4–0      | Ricardo Spain      | S takojšnjo prekinitvijo | 1 (6), 0:39   | 1985-06-20 | Resorts International, Atlantic City, New Jersey    | |
| Zmaga                                                                                      | 3–0      | Don Halpin         | S prekinitvijo           | 4 (4), 1:04   | 1985-05-23 | Albany, New York                                    | |
| Zmaga                                                                                      | 2–0      | Trent Singleton    | S takojšnjo prekinitvijo | 1 (4), 0:52   | 1985-04-10 | Albany, New York                                    | |
| Zmaga                                                                                      | 1–0      | Hector Mercedes    | S takojšnjo prekinitvijo | 1 (4), 1:47   | 1985-03-06 | Plaza Convention Center, Albany, New York           | Profesionalni debi.                                                                                                 |